# La Perrière, Orne

La Perrière este o comună în departamentul Orne, Franța. În 1 ianuarie 2018 avea o populație de 232 de locuitori.